# Centralværkstedet København

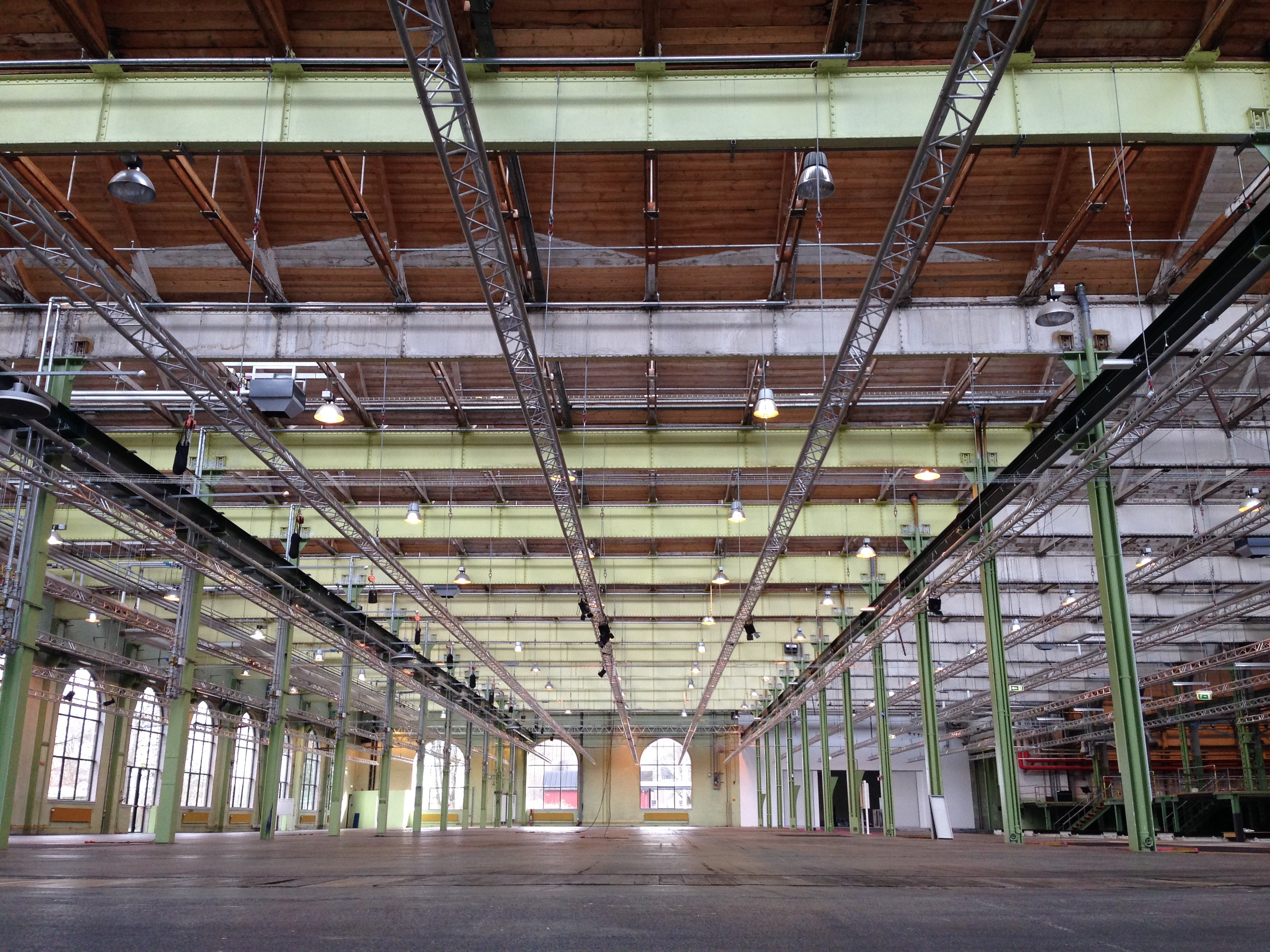
Dawna hala napraw lokomotyw zamieniona obecnie na salę wystawową

Centralværkstedet København (duń. Warsztaty Centralne Kopenhaga) – nieistniejące duńskie zakłady naprawcze taboru kolejowego, które funkcjonowały w latach 1847–2009 znajdujące się w Kopenhadze. Należały do duńskich kolei państwowych DSB.

## Historia
Zakłady zostały otwarte w 1847 roku jako warsztat serwisowy dla powstającej w Danii sieci kolejowej. Stały się one częścią przedsiębiorstwa Det Sjællandske Jernbaneselskab. W 1880 roku zostały upaństwowione, a w 1885 przekazano je przedsiębiorstwu Danske Statsbaner. Przed I wojną światową zakłady zatrudniały 800 pracowników, w latach 50. XX wieku liczba ta wynosiła już 1500 osób.
Początkowo zakłady wykonywały jedynie bieżące naprawy serwisowe lokomotyw oraz wagonów kolejowych, jednak w późniejszym czasie zaczęły się także zajmować kompleksowymi modernizacjami pojazdów szynowych.

## Zakłady
Od czasów powstania zakłady były kilkukrotnie rozbudowywane o kolejne budynki wraz z rosnącym zapotrzebowaniem na serwisowanie coraz liczniejszego taboru duńskich kolei. Na terenie warsztatów znajdowały się m.in. budynek biurowy, warsztaty metalurgiczne, warsztaty naprawy wózków, warsztat malarski, elektrownia wytwarzająca energię elektryczną na potrzeby zakładu oraz liczne magazyny. W 1939 roku powstał nowoczesny warsztat, który miał zajmować się lokomotywami i wagonami szybkiej kolei. Został on jednak otwarty dopiero po zakończeniu II wojny światowej, gdyż w trakcie wojny nie były eksploatowane tego typu pociągi. Ostatnia rozbudowa warsztatów miała miejsce w 1953 roku. Cały obszar zakładów miał wówczas 48 996 m², z czego 10 071 m² było zabudowane.
Lista obiektów dobudowanych w późniejszych latach wraz z datą oddania do użytku:
- Biuro i magazyn (1908)
- Lokomotywownia (1907)
- Kuźnia (1907)
- Elektrownia (1908)
- Kotłownia (1908)
- Warsztat elektryczny (1910) – w hali tej wykonywano również siedzenia do pociągów oraz maty wygłuszające z azbestu
- Warsztat wagonowy (1910) – mieściła się tu także stolarnia
- Kuźnia (1909)
- Magazyn drewna (1908)
- Magazyn stali (1909)
- Warsztat malarski (1922) – wykonano tutaj duńskie muzeum kolejnictwa; w 2007 roku dach hali doszczętnie spłonął w pożarze, jednak został odbudowany
- Warsztat pojazdów dużych prędkości (1939) – do użytku wszedł dopiero po II wojnie światowej
- Magazyn główny (1940)
- Kantyna na 800 osób, rozebrana w 2006 roku (1940)
- Zakład akumulatorów (1951)
- Budynek administracyjny (1953)

### Likwidacja
W 2009 roku rozpoczęto proces stopniowego zamykania zakładów. Budynki są stopniowo adaptowane na przestrzenie rozrywkowe, biurowe i kulturalne. Powstały tu m.in. sala wystawiennicza, pracownie artystyczne, restauracje, biura, a także duńskie muzeum kolejnictwa. Wykonana została koncepcja urbanistyczna zagospodarowania terenu po całkowitym wycofaniu się z niego DSB.

## OsiedleDen gule by
W związku z rosnącym zatrudnieniem w zakładach, w 1909 roku wybudowano w ich pobliży osiedle dla pracowników DSB z 33 mieszkaniami. Ze względu na charakterystyczny kolor elewacji zostało ono nazwane Den gule by, czyli Żółte domy. W 2003 roku przeszły one w ręce prywatne i nie stanowią już własności DSB.